# Shorttrack op de Olympische Winterspelen 2014 - 500 meter mannen
De 500 meter voor mannen tijdens de Olympische Winterspelen 2014 vond plaats op 18 en 21 februari 2014 in het IJsberg Schaatspaleis in Sotsji. Regerend olympisch kampioen was de Canadees Charles Hamelin, hij werd opgevolgd door de Rus Viktor An.

## Tijdschema
| Datum       | Lokale tijd | MET   | Ronde         |
| ----------- | ----------- | ----- | ------------- |
| 18 februari | 14:15       | 11:15 | Series        |
| 21 februari | 20:30       | 17:30 | Kwartfinales  |
| 21 februari | 21:13       | 18:13 | Halve finales |
| 21 februari | 21:43       | 18:43 | Finale        |

## Uitslag

### Heats
Heat 1
| # | Naam              | Land | Tijd   | Opm. |
| - | ----------------- | ---- | ------ | ---- |
| 1 | Park Se-yeong     | KOR  | 41.566 | Q    |
| 2 | Satoshi Sakashita | JPN  | 41.629 | Q    |
| 3 | Vladislav Bykanov | ISR  | 41.769 |      |
| 4 | Pierre Boda       | AUS  | 42.702 |      |

Heat 2
| # | Naam               | Land | Tijd   | Opm. |
| - | ------------------ | ---- | ------ | ---- |
| 1 | Charle Cournoyer   | CAN  | 41.180 | Q    |
| 2 | Freek van der Wart | NED  | 41.190 | Q    |
| 3 | Sandor Liu Shaolin | HUN  | 41.683 |      |
| 4 | Anthony Lobello    | ITA  | 42.133 |      |

Heat 3
| # | Naam            | Land | Tijd     | Opm. |
| - | --------------- | ---- | -------- | ---- |
| 1 | Liang Wenhao    | CHN  | 41.647   | Q    |
| 2 | J. R. Celski    | USA  | 41.982   | Q    |
| 3 | Yuri Confortola | ITA  | 42.042   |      |
| 4 | Eddy Alvarez    | USA  | 1.15,108 |      |

Heat 4
| # | Naam              | Land | Tijd   | Opm. |
| - | ----------------- | ---- | ------ | ---- |
| 1 | Han Tianyu        | CHN  | 41.592 | Q    |
| 2 | Vladimir Grigorev | RUS  | 41.883 | Q    |
| 3 | Sébastien Lepape  | FRA  | 42.167 |      |
| 4 | Jack Whelbourne   | GBR  | 42.513 |      |

Heat 5
| # | Naam            | Land | Tijd   | Opm. |
| - | --------------- | ---- | ------ | ---- |
| 1 | Viktor An       | RUS  | 41.450 | Q    |
| 2 | Jon Eley        | GBR  | 41.554 | Q    |
| 3 | Aydar Bekzhanov | KAZ  | 41.800 |      |
| 4 | Jordan Malone   | USA  | 42.533 |      |

Heat 6
| # | Naam                   | Land | Tijd   | Opm. |
| - | ---------------------- | ---- | ------ | ---- |
| 1 | Wu Dajing              | CHN  | 41.712 | Q    |
| 2 | Viktor Knoch           | HUN  | 42.261 | Q    |
| 3 | Niels Kerstholt        | NED  | 42.441 |      |
| 4 | Nurbergen Zhumagaziyev | KAZ  | 42.680 |      |

Heat 7
| # | Naam                | Land | Tijd   | Opm. |
| - | ------------------- | ---- | ------ | ---- |
| 1 | Olivier Jean        | CAN  | 41.616 | Q    |
| 2 | J.R. Celski         | USA  | 41.717 | Q    |
| 3 | Mackenzie Blackburn | TPE  | 42.337 |      |
| 4 | Thibaut Fauconnet   | FRA  | 42.368 |      |

Heat 8
| # | Naam               | Land | Tijd     | Opm. |
| - | ------------------ | ---- | -------- | ---- |
| 1 | Sjinkie Knegt      | NED  | 41.235   | Q    |
| 2 | Semjon Jelistratov | RUS  | 41.355   | Q    |
| 3 | Robert Seifert     | GER  | 41.624   |      |
| 4 | Charles Hamelin    | CAN  | 1.18,871 |      |

### Kwartfinales
Kwartfinale 1
| # | Naam               | Land | Tijd    | Opm. |
| - | ------------------ | ---- | ------- | ---- |
| 1 | Sjinkie Knegt      | NED  | 41,683  | Q    |
| 2 | Liang Wenhao       | CHN  | 41,817  | Q    |
| 3 | Viktor Knoch       | HUN  | 42,0433 |      |
| - | Semjon Jelistratov | RUS  |         | PEN  |

Kwartfinale 2
| # | Naam              | Land | Tijd   | Opm. |
| - | ----------------- | ---- | ------ | ---- |
| 1 | Han Tianyu        | CHN  | 41,390 | Q    |
| 2 | J.R. Celski       | USA  | 53,178 | Q    |
| 3 | Satoshi Sakashita | JPN  | 59,249 | ADV  |
| - | Park Se-yeong     | KOR  |        | PEN  |

Kwartfinale 3
| # | Naam               | Land | Tijd     | Opm. |
| - | ------------------ | ---- | -------- | ---- |
| 1 | Wu Dajing          | CHN  | 41,056   | Q    |
| 2 | Charle Cournoyer   | CAN  | 41,060   | Q    |
| 3 | Freek van der Wart | NED  | 1.01,371 |      |
| - | Vladimir Grigorev  | RUS  |          | PEN  |

Kwartfinale 4
| # | Naam         | Land | Tijd   | Opm. |
| - | ------------ | ---- | ------ | ---- |
| 1 | Viktor An    | RUS  | 41,257 | Q    |
| 2 | Jon Eley     | GBR  | 41,337 | Q    |
| 3 | Lee Han-bin  | KOR  | 41,471 |      |
| 4 | Olivier Jean | CAN  | 41,760 |      |

### Halve finales
Halve finale 1
| # | Naam              | Land | Tijd   | Opm. |
| - | ----------------- | ---- | ------ | ---- |
| 1 | Wu Dajing         | CHN  | 40,846 | QA   |
| 2 | Charle Cournoyer  | CAN  | 40,945 | QA   |
| 3 | Han Tianyu        | CHN  | 41,151 | QB   |
| 4 | J.R. Celski       | USA  | 41,152 | QB   |
| 5 | Satoshi Sakashita | JPN  | 41,661 |      |

Halve finale 2
| # | Naam          | Land | Tijd   | Opm. |
| - | ------------- | ---- | ------ | ---- |
| 1 | Viktor An     | RUS  | 41,063 | QA   |
| 2 | Liang Wenhao  | CHN  | 41,221 | QA   |
| 3 | Sjinkie Knegt | NED  | 41,290 | QB   |
| 4 | Jon Eley      | GBR  | 41,441 | QB   |

### Finales
A-Finale
| #      | Naam             | Land | Tijd     | Opm. |
| ------ | ---------------- | ---- | -------- | ---- |
| Goud   | Viktor An        | RUS  | 41,312   |      |
| Zilver | Wu Dajing        | CHN  | 41,516   |      |
| Brons  | Charle Cournoyer | CAN  | 41,617   |      |
| 4      | Liang Wenhao     | CHN  | 1.13,590 |      |

B-Finale
| # | Naam          | Land | Tijd   | Opm. |
| - | ------------- | ---- | ------ | ---- |
| 5 | Han Tianyu    | CHN  | 41,534 |      |
| 6 | J.R. Celski   | USA  | 41,786 |      |
| 7 | Jon Eley      | GBR  | 41,870 |      |
| 8 | Sjinkie Knegt | NED  | 42,608 |      |

1. ↑  https://kijkonderzoek.nl/component/com_kijkcijfers/Itemid,133/file,j1-1-1-p